# Antioche Cantemir
Pour les articles homonymes, voir Cantemir.
Pour les autres membres de la famille, voir Famille Cantemir.
Le prince Antioche Dimitrievitch Cantemir (en russe : Антиох Дмитриевич Кантемир, en roumain : Antioh Cantemir, en latin : Antiochus Cantemir ; né le 10 septembre 1708 (21 septembre dans le calendrier grégorien) à Istanbul, mort le 31 mars 1744 (11 avril dans le calendrier grégorien) à Paris), est le fils du souverain moldave Dimitrie Cantemir. Il passe pour l'un des fondateurs de la  littérature classique russe, à travers de nombreuses publications satyriques.

## Biographie
Cantemir reçut une éducation complète : après avoir étudié à l'Académie slavo-gréco-latine, il maîtrisait plusieurs langues, avait une connaissance approfondie des sciences naturelles et des sciences humaines, particulièrement de l'histoire de la Russie.
Il débute dans la carrière littéraire en 1725 avec des traductions. Dans ses Épigrammes et Satires politiques (1729-31), il se pose en défenseur des réformes politiques de Pierre le Grand. En 1732, Cantemir est ambassadeur de Russie en Grande-Bretagne puis, en  1738, en France. Au cours de ses années passées à l'étranger, il compose d'autres œuvres satiriques, traduit Horace (Epistulae, 1742) et Anacréon, mais se perd en vaines revendications pour leur publication à Saint-Pétersbourg. Partisan de la théorie du droit naturel, Cantemir diffuse les idées des Lumières et critique sévèrement l’Église et le clergé.
En 1730 il traduit le Premier soir des Entretiens sur la pluralité des mondes (1686) de Fontenelle. En 1742 il compose sur cette œuvre des commentaires qui forment l'ébauche de son traité De la Nature et des Hommes, première tentative de doter la langue russe d'une terminologie philosophique. Mais la traduction du traité de Fontenelle est censurée par le Saint-Synode en 1756.
Cantemir compile aussi le premier dictionnaire russe-français (qui n'a été publié à Moscou qu'en 2004).
Cantemir était un proche du poète Vassili Trediakovski, dont il célèbre les compositions en vers syllabique. Les œuvres littéraires de Cantemir, ses traductions et sa correspondance avec Montesquieu, Voltaire et le parti des Philosophes provoquent sa disgrâce auprès de la Cour ; mais sa connaissance des cours princières d'Europe, sa maîtrise des dossiers, ses contacts diplomatiques et sa gestion remarquable de la guerre de Succession d'Autriche incitent néanmoins la chancellerie du tsar à lui réserver les missions diplomatiques les plus délicates.